# Ла Пуебла дел Рио
Ла Пуебла дел Рио (на испански: La Puebla del Río) е населено място и община в Испания. Намира се в провинция Севиля, в състава на автономната област Андалусия. Общината влиза в състава на района (комарка) Голяма Севиля. Заема площ от 377 km². Населението му е 12 210 души (по преброяване от 2010 г.). Разстоянието до административния център на провинцията е 14 km.

## Демография
| 1996   | 1998   | 1999   | 2000   | 2001   | 2002   | 2003   | 2004   | 2005   | 2006   |
| ------ | ------ | ------ | ------ | ------ | ------ | ------ | ------ | ------ | ------ |
| 10 650 | 10 660 | 10 660 | 10 688 | 10 654 | 10 690 | 10 832 | 11 032 | 11 326 | 11 570 |